# Bactérie chimiotrophe
Les bactéries chimiotrophes sont des organismes unicellulaires (essentiellement procaryotes) qui utilisent l'énergie de l'oxydation de composés chimiques comme source initiale d'énergie chimique.
On les distingue des bactéries phototrophes, lesquelles utilisent l'énergie lumineuse.
Ces bactéries utilisent des composés chimiques, par oxydoréduction pour élaborer leurs propres constituants organiques. Selon la nature du composé utilisé, minéral ou organique, on en distingue deux grands types :
- les bactéries chimiolithotrophes utilisent des composés minéraux ;
- les bactéries chimioorganotrophes utilisent des composés organiques. Elles constituent l'immense majorité des eubactéries chimiotrophes.